# Rudolf Steiger (Militärpädagoge)

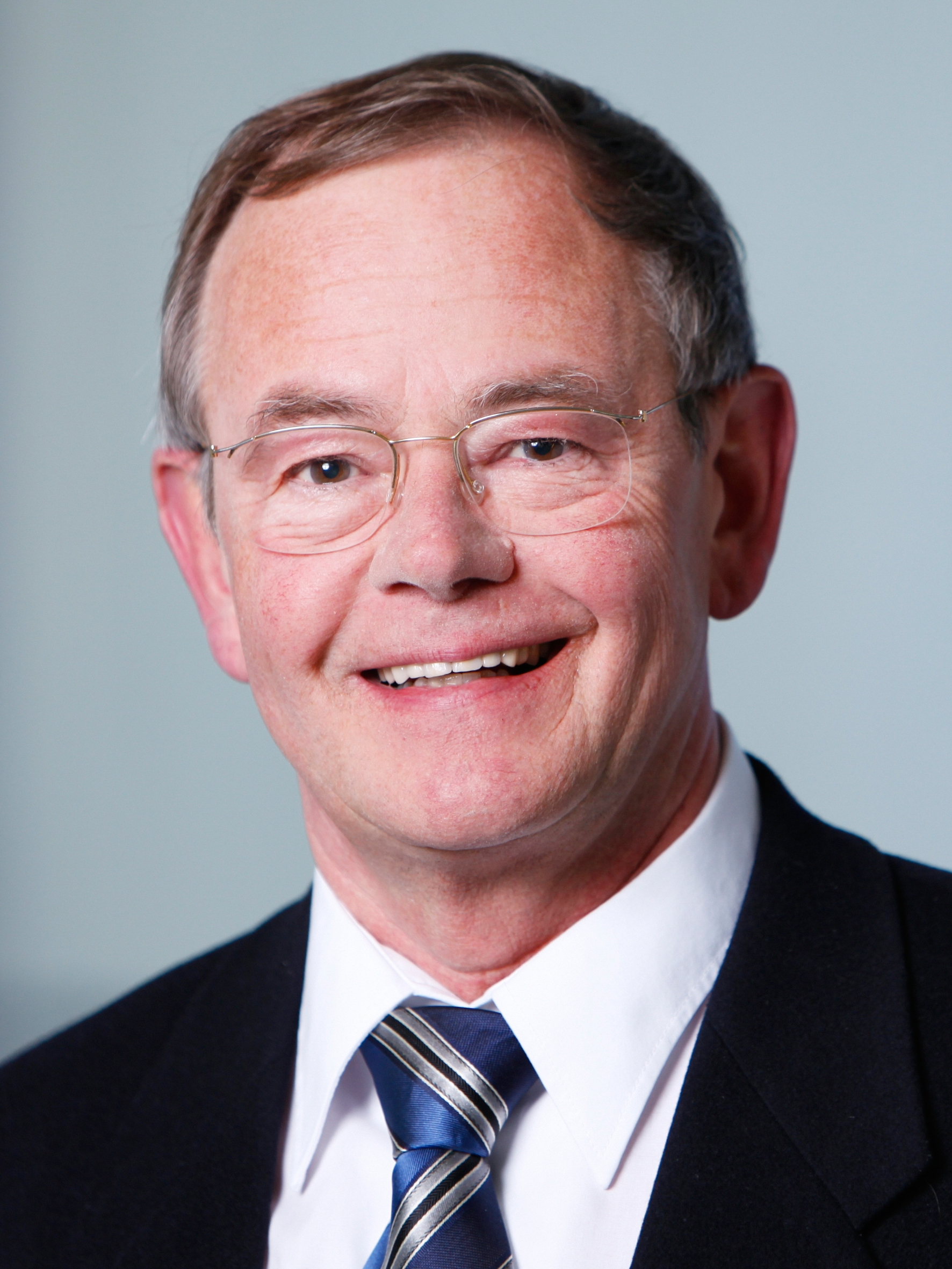
Rudolf Steiger, 2011

Rudolf Steiger (* 1946 in Zürich) ist Dozent, Autor und ein ehemaliger Brigadier der Schweizer Armee. Er war von 1985 bis 2011 Titularprofessor für Menschenführung und Kommunikation an der ETH Zürich (ETHZ). Von 2001 bis 2005 leitete er die Schweizer Militärakademie an der ETHZ.

## Leben
Rudolf Steiger legte 1966 seine Matura am Literargymnasium Zürich ab. Im Jahr 1973  wurde er in Allgemeiner Geschichte und Pädagogik bei Rudolf von Albertini und Walter Schaufelberger an der Universität Zürich mit der Dissertation Panzertaktik von 1939 bis 1941 im Spiegel deutscher Kriegstagebücher zum Dr. phil. promoviert.
Von 1973 bis 1974 war er wissenschaftlicher Mitarbeiter an der Militärschule an der ETH Zürich. Er war von 1975 bis 1978 Instruktionsoffizier in der Schweizer Armee und danach Dozent für Militärpädagogik an der Militärschule. Von 1984 bis 1987 war er als Milizoffizier Kommandant eines Panzerbataillons. 1985 wurde er zum Professor für Menschenführung und Kommunikation ernannt. 1991 übernahm der Generalstabsoffizier die Leitung der Militärwissenschaftlichen Arbeitsgruppe. Von 1993 bis 2000 war er Vizedirektor der Militärischen Führungsschule in Zürich und von 2001 bis 2005 leitete er die Militärakademie an der ETHZ im Rang eines Brigadiers.
Er leitet Leadership- und Kommunikations-Seminare, arbeitet als Führungscoach und hat zahlreiche Bücher verfasst, die in insgesamt über 50 Auflagen erschienen und in mehrere Sprachen übersetzt worden sind.
Steiger ist verheiratet und hat zwei erwachsene Kinder und vier Enkelkinder. Er wohnt in Herrliberg.

## Publikationen (Auswahl)

### Als Autor
- Panzertaktik von 1939 bis 1941 im Spiegel deutscher Kriegstagebücher. Rombach, Freiburg im Breisgau 1973, ISBN 3-7930-0171-7. (= zugleich Dissertation, ETH Zürich, 1973 / Einzelschriften zur militärischen Geschichte des Zweiten Weltkrieges, 12)
- Werden junge Menschen im Militärdienst überfordert? Fragen und Antworten zur militärischen Ausbildung und Erziehung. 2. Auflage, Huber, Frauenfeld [u. a.] 1988, ISBN 3-7193-0963-0.
- mit Ulrich F. Zwygart: Militärpädagogik. Ein Leitfaden für militärische Ausbilder und Führer. Huber, Frauenfeld [u. a.] 1994, ISBN 3-7193-1097-3.
- Beziehungsstörungen im Berufsalltag. Ursachen, Erscheinungsformen und Überwindungsmöglichkeiten. 3. Auflage, Huber, Frauenfeld [u. a.] 2002, ISBN 3-7193-1175-9.
- Lehrbuch der Diskussionstechnik. 7. Auflage, Huber, Frauenfeld (u. a.) 2000, ISBN 3-7193-0873-1.
- mit Karin Vey: Chancen und Grenzen des Dialogs. Denkanstösse für Beruf und Alltag. Huber, Frauenfeld [u. a.] 2003, ISBN 3-7193-1330-1.
- Lehrbuch der Vortragstechnik. 9. Auflage, Huber, Frauenfeld [u. a.] 2004, ISBN 3-7193-0764-6.
- mit Hubert Annen, Ulrich Zwygart: Gemeinsam zum Ziel. Anregungen für Führungskräfte einer modernen Armee. Huber, Frauenfeld [u. a.] 2004, ISBN 3-7193-1269-0.
- Zuhören – Fragen – Argumentieren. Anregungen für Menschen in Verantwortung. 4. Auflage, Huber, Frauenfeld [u. a.] 2016, ISBN 978-3-7193-1470-5.
- Menschenorientierte Führung. 22 Thesen für den Führungsalltag. 20. Auflage, Huber, Frauenfeld und Orell Füssli Sachbuch 2023, ISBN 978-3-7193-1503-0.

### Als Herausgeber
- Erziehung – ausgedient oder neu entdeckt? Bericht der MFS-Frühjahrstagung 2000 an der ETH Zürich. Huber, Frauenfeld [u. a.] 2000, ISBN 3-7193-1216-X.
- Von der Militärschule zur Militärakademie. 125 Jahre Militärwissenschaften an der ETH Zürich. MILAK, Zürich 2003, ISBN 3-9520950-4-4. (= MILAK-Schrift, Nr. 1)
- Ethik in Politik, Wissenschaft und Armee. Frühjahrstagung 2005 der Militärakademie an der ETH Zürich. MILAK, Zürich 2005, ISBN 3-9520950-8-7. (= MILAK-Schrift, Nr. 5)

## Auszeichnungen
- 2003: Teaching Award in Gold der ZfU – International Business School
- 2005: Goldene Eule der ETH Zürich